# Tauno Lappalainen
Tauno Mikko Lappalainen (10 marzo 1898 – 25 gennaio 1973) è stato un fondista finlandese.

## Palmarès

### Mondiali
- Argento a Lahti 1926 nei 30 km.
- Argento a Lahti 1926 nei 50 km.
- Bronzo a Oslo 1930 nei 50 km.